# عادل حردانی
عادل حردانی یک بازیکن فوتبال ایرانی عرب‌تبار است. وی سابقه بازی در تیم‌های استقلال اهواز، استقلال تهران، جنوب اهواز، پیکان تهران و فولاد خوزستان را دارد. حردانی در زمان بازی در پست مهاجم به میدان می‌رفت. حردانی پس از اتمام دوران بازی‌گریش به مربی‌گری پرداخت.

## دوران حرفه‌ای
حردانی بازیکن استقلال اهواز بود و در فصل ۱۳۷۱ از این تیم به استقلال تهران پیوست. حضور حردانی در استقلال تهران کوتاه و ناموفقیت‌آمیز بود و بعد از تنها یک فصل از این تیم جدا شد. او در سال ۱۳۷۷ بار دیگر به استقلال تهران پیوست. از میان تیم‌های دیگری که حردانی در آن‌ها بازی کرده می‌توان جنوب اهواز، پیکان تهران و فولاد خوزستان را نام برد.

## مربی‌گری
حردانی مدتی نیز مربی بود و توانست با تیم استقلال اهواز قهرمان لیگ دسته دو شود و با تیم به لیگ آزادگان صعود کرد.

## زندگی شخصی
حردانی از ایران مهاجرت کرده و هم اکنون ساکن انگلستان است.

## افتخارات

### به عنوان بازیکن

##### استقلال تهران
- جشنواره بسیج: ۱۳۷۱
- جام کیش: ۱۳۷۷

##### جنوب اهواز
- نایب قهرمانی جام حذفی: ۱۳۷۲

### به عنوان مربی

##### استقلال اهواز
- دسته دوم: ۱۳۹۱